# Rainha Dona Amélia
Die Rainha Dona Amélia war ein 1901 gebauter Geschützter Kreuzer der portugiesischen Marine. Nach der portugiesischen Revolution vom Oktober 1910 wurde er in República umbenannt und ging 1915 durch Strandung vor Peniche verloren.

## Vorgeschichte
Als eine der Reaktionen auf das britische Ultimatum von 1890, mit dem Großbritannien Portugals Anspruch auf eine geschlossene Landverbindung von Angola bis Mosambik vereitelte und aus Rhodesien sowie dem Njassaland herausdrängte, startete die portugiesische Regierung die Modernisierung ihrer Flotte. Aufgrund der Finanzkrise konnten erst Ende des Jahrzehnts von den ursprünglich geplanten vier Schlachtschiffen und zehn Kreuzern noch vier Geschützte Kreuzer in Auftrag gegeben werden. Nach der in Italien bestellten Adamastor und den in Frankreich gebauten São Gabriel und São Rafael wurde das Arsenal de Marinha in Lissabon mit dem Bau des letzten Kreuzers beauftragt.

## Bau und technische Daten

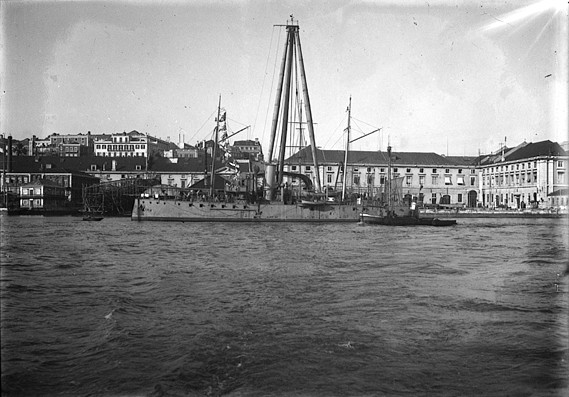
Arsenal da Marinha Anfang des 20. Jahrhunderts

Der Entwurf des Schiffes basierte auf den beiden in Frankreich gebauten Kreuzern, wurde jedoch überarbeitet und an die Wünsche der portugiesischen Marine angepasst. Zur Unterstützung dieser Arbeiten wurde der französische Ingenieur Alphonse Croneau nach Lissabon entsandt. Im Marinearsenal erfolgte die Kiellegung des Schiffes 1898 und der Stapellauf am 12. April 1899, bei dem das Schiff in Ergänzung zu der auf den Namen des Königs benannten Dom Carlos I. den Namen seiner Gattin erhielt und Rainha Dona Amélia getauft wurde. Am 23. Mai 1901 erfolgte die Indienststellung. Sie war das erste im Land gebaute Stahlschiff der Marine und der einzige in Portugal gebaute Kreuzer.
Ihre Länge betrug 74,98 Meter, sie war 11,78 Meter breit und hatte einen Tiefgang von 4,45 Metern. Die Konstruktionsverdrängung betrug 1630 Tonnen. Der Antrieb bestand aus vier Dreifach-Expansionsmaschine, die 5000 PS erzielten und auf zwei Schrauben wirkten. Damit erreichte sie eine Höchstgeschwindigkeit von 20 Knoten und verfügte bei 10 Knoten über eine Reichweite von 4200 Seemeilen. Als Bewaffnung trug sie vier einzelne seitlich in Schwalbennestern angeordnete 150 mm L/45 Canet-Geschütze, an Bug und Heck jeweils ein 100 mm L/45 Canet-Geschütz. Dazu kamen zwei 47 mm-Hotchkiss-, zwei 37 mm-Hotchkiss-Geschütze, zwei 6,5 mm-Maschinengewehre sowie zwei 35,6 cm-Torpedorohre. Die Rainha Dona Amélia hatte ein Panzerdeck von 30 bis 37 mm Stärke und für den Kommandostand einen Schutz von 51 mm. Die Besatzungsstärke betrug nach unterschiedlichen Angaben 263 bis 273 Offiziere und Mannschaften.

## Geschichte
Als neuestes Schiff der Streitkräfte wurde die Rainha Dona Amélia wie die anderen neuen Kreuzer bevorzugt für Repräsentationsaufgaben eingesetzt. Bereits im Juni 1901 begleitete sie zusammen mit den Kreuzern Dom Carlos I. und São Gabriel die königliche Familie auf der Yacht Amelia III bei ihrem Besuch auf Madeira und den Azoren, wo die Inseln Santa Maria, Faial, Graciosa und Terceira besucht wurden. Von Ponta Delgada auf São Miguel lief der Verband dann nach Lissabon zurück. Ein Jahr später, 1902, repräsentierte sie zusammen mit der Dom Carlos I. das Land bei der Flottenparade in Spithead anlässlich der Krönung von Eduard VII.
Neben den repräsentativen Aufgaben wurde die Rainha Dona Amélia in die Kolonien beordert, da sie Platz für eine Infanterieabteilung hatte und aufgrund ihrer Konstruktion von den Kreuzern am besten für die Tropen geeignet war. 1902 beteiligte sich das Schiff an der Niederschlagung des Streiks in Doru und 1904 an der Bekämpfung des Sklavenhandels in Angola. Anschließend wurde das Schiff 1905 überholt. Im Jahr 1907 wurden Rainha Dona Amélia und São Gabriel nach Afrika beordert, um in Angola eine Strafexpedition infolge der Schlacht an der Pembe-Furt zu unterstützen.
Zum Zeitpunkt der portugiesischen Revolution im Oktober 1910 befand sich die Rainha Dona Amélia auf einer Reise in den Fernen Osten. Nach Ausrufung der Republik wurde ihr „royaler“ Name wie der anderer Marineeinheiten geändert und das Schiff nach seiner Rückkehr in República umbenannt. Infolge der royalistischen Gegenbewegungen blieb die República zum Schutz der Regierung in heimischen Gewässern in der Nähe Lissabons.
Nach Beginn des Ersten Weltkrieges blieb die República – im Gegensatz zu den Kreuzern Adamastor, São Gabriel und Almirante Reis, die Militärtransporte nach Angola und Mosambik begleiteten – in Portugal und wurde dem Seeverteidigungs- und Ausbildungsgeschwader zugeteilt. In dieser Funktion führte sie Neutralitätspatrouillen vor der portugiesischen Küste durch. Bei einer der Fahrten lief das Schiff am 3. August 1915 in der Nähe des Strandes von Consolação, südlich der Stadt Peniche, auf Grund. Anstrengungen auch mithilfe des Schleppers Bérrio das Schiff frei zu bekommen, scheiterten. Angesichts eines herannahenden Sturmes wurde die República aufgegeben und die Reste später abgewrackt.